# USS Oak Ridge (ARDM-1)
L' USS Oak Ridge (ARD-19/ARDM-1), était à l'origine une cale sèche flottante auxiliaire de l'US Navy adaptée aux destroyers en cale sèche, aux sous-marins et aux péniches de débarquement à la fin de la Seconde Guerre mondiale,.

## Historique
Construite en 1943 par la Pacific Bridge Company (en) à Alameda en Californie, l'ARD-19 a été mise en service le 31 mars 1944 et assignée en tant que quai de réparation auxiliaire pendant la guerre du Pacifique. Elle a été décommissionnée en 1949.

### Campagne du Pacifique
ARD-19 a été remorqué, par étapes, à travers l'Océan Pacifique. Pendant le transit, elle a été utilisée comme transport de matériel et à la fin du mois d'août 1944, elle est arrivée au Seeadle Harbor (en). De Manus, ServRon 10 a fourni le soutien logistique de l'offensive des Palaos, puis s'est déplacé vers Ulithi et Kossol Roads. Les débarquements pour la bataille de Leyte ont rapidement suivi et les installations de réparation ont été déplacées vers la baie de San Pedro.
Le 27 novembre 1944, ARD-19 est amarré dans cette baie avec le destroyer USS Ross (DD-563) à quai en cours de réparation. Peu avant midi, les Japonais lancent une attaque aérienne. Un chasseur Nakajima Ki-44 s'écrase dans la cale sèche, traverse le mur d'aile tribord du quai et provoque un incendie brûlant l'USS Ross. Alors que l'incendie est maîtrisé, un autre chasseur japonais commence un mitraillage, mais les canons de l'ARD, de l'USS Ross et du USS LST-556 (en) ripostent. De lourds dégâts ont été occasionné ce qui a obligé les techniciens de l'ARD à réparer pendant une courte période. Il a bientôt repris son rôle de mise en cale sèche et de réparation et a continué ce service en Baie de Subic à Luçon, jusqu'après la fin de la Seconde Guerre mondiale.
En 1948, l'ARD-19 a été remorqué à travers le Pacifique et le 29 octobre, il s'est présenté au service de l'United States Navy reserve fleets au chantier naval de Long Beach. Pendant les six mois suivants, il opére sous ce commandement et du ServRon 1, transportant des embarcations vers diverses zones d'accostage sur la côte ouest. En mars 1949, il transporte le YFN-599 jusqu'à Puget Sound, prend des grues et se met en route, en remorque, pour la zone du canal de Panama, jusqu'à Orange au Texas. Le 30 septembre 1949, il est affecté à la flotte de réserve de l'Atlantique.

### Reprise de service pour l'US Navy
Treize ans plus tard, en septembre 1962, l'ARD-19 est retiré de la réserve et emmené à Jacksonville, en Floride. Au Gibbs Shipyards, il est mis à niveau pour prendre en charge les sous-marins nucléaires de la classe Los Angeles et reclassé en classe ARDM-1. Sa longueur est augmentée à 163,40 m pour un déplacement maximum à 9 700 tonnes, devenant la première unité mobile unique capable d'un tel amarrage. Une porte arrière et une proue fermée permettent des transits océaniques ouverts. Le quai n'est pas propulsé et doit donc être remorqué jusqu'aux zones opérationnelles de la flotte. Un mécanisme de direction à double safran est installé pour faciliter cette opération. Une alimentation électrique suffisante est fournie par quatre groupes électrogènes diesel pour répondre à toutes les exigences normales et opérationnelles. Des installations de vie, d'accostage et de mess sont fournies pour l'effectif du quai composé de 15 officiers et d'un équipage de 186 personnes.

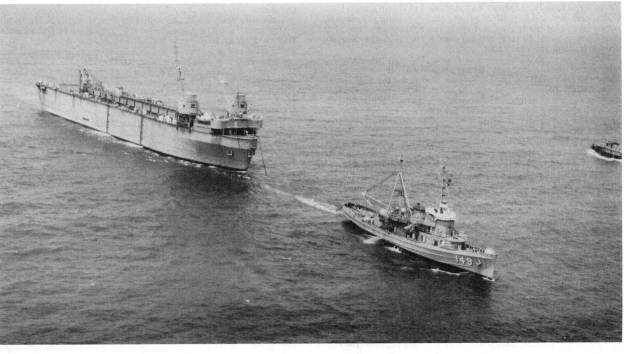
remorquage par l'USS Atakapa en 1964

Il a ensuite été nommé, redésigné et remis en service sous le nom d'Oak Ridge (ARDM-1) le 1er octobre 1963. D'autres changements tels que le remplacement de deux grues de 10 tonnes par deux grues de 25 tonnes, le garde au Norfolk Naval Shipyard jusqu'au 4 juin 1964, date à laquelle il a été pris en remorque par l'USS Atakapa (en) pour commencer le long voyage vers son port d'attache de Rota en Espagne. Avec l'USS Mahoa (YTM-519), l'Oak Ridge arrive à Rota 22 jours plus tard et commence à fournir les services aux sous-marins qui sont équipés de missiles Polaris et à d'autres sous-marins selon les besoins. Il poursuit son activité jusqu'en 1970.
Sa dernière base dans la marine est celle de  New London.

### Transfert à la Garde Côtière américaine

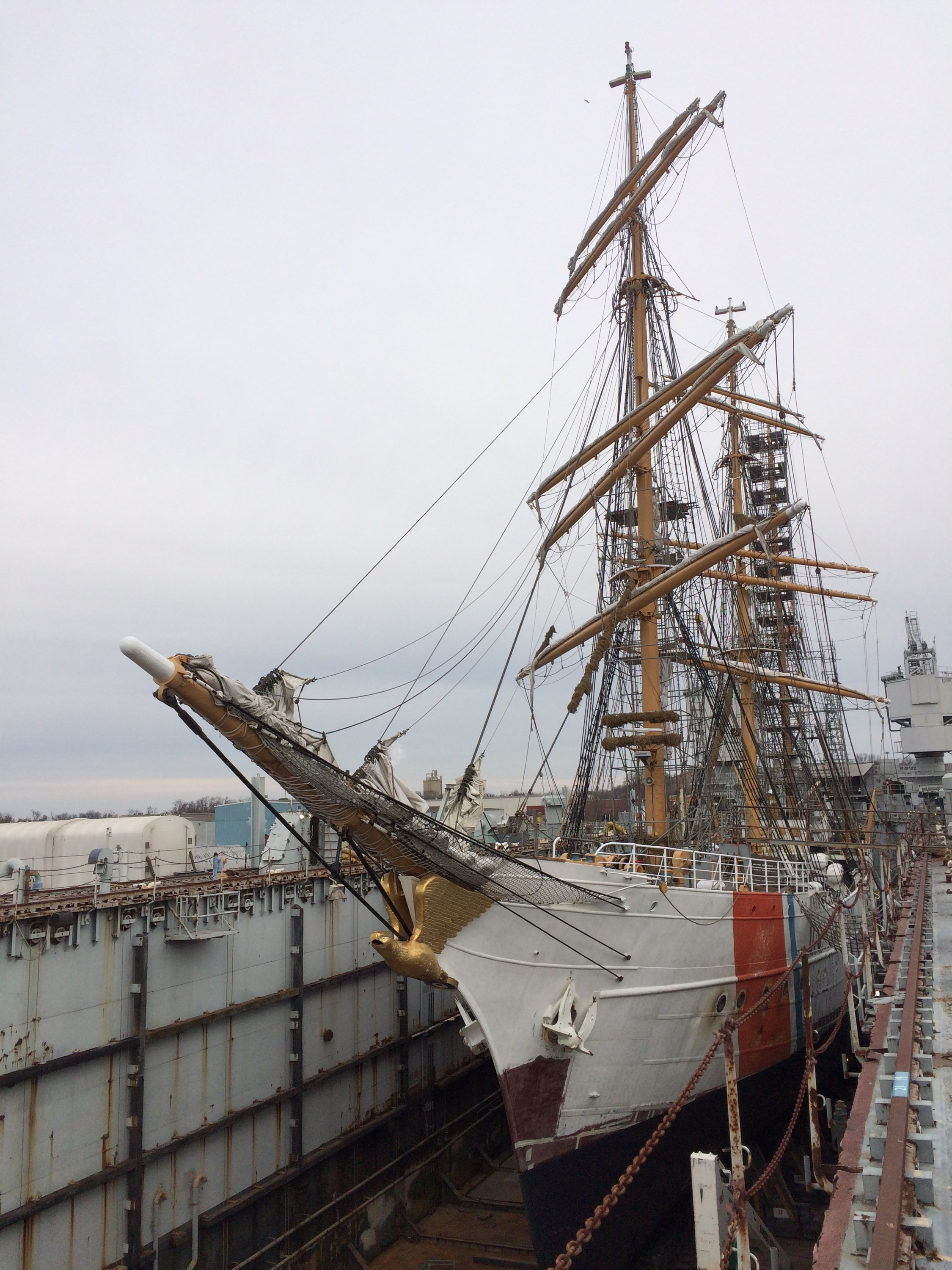
USCGC Eagle en 2017

L'Oak Ridge est désarmé le 10 août 2001, rayé du Naval Vessel Register le 26 novembre 2001 et transféré aux garde-côtes américains le 8 février 2002, classé comme pièce mobile d'équipement d'accostage et enregistrée comme propriété à usage général. De mars 2011 à novembre 2013, l'Oak Ridge fait l'objet d'un vaste projet de prolongation de durée de vie (SLEP) qui comprend le remplacement de plus de 185 m2 de tôles d'acier et de 975 m linéaires de raidisseurs longitudinaux, en plus de l'installation d'un nouveau système de conduite d'incendie, de nouvelles voies de transit pour les services à terre, des vannes et des pompes à distance améliorées pour le système de ballast, un équipement d'assèchement d'urgence interne, des communications intérieures, un système de télévision en circuit fermé et des améliorations structurelles à la porte arrière.
Au 8 août 2018, après un long service, l'USS Oak Ridge était proposé à la vente au plus offrant par l'Administration des services généraux. Il est acheté pour 1,396 million de dollars par East Coast Repair and Fabrication, une usine de réparation de navires à Norfolk, en Virginie.

## Liste de la classe ARDM-1
| Nom            | N° coque | Statut                            | Note  |
| -------------- | -------- | --------------------------------- | ----- |
| USS Oak Ridge  | ARDM-1   | Hors service                      | [ 5 ] |
| USS Alamogordo | ARDM-2   | BAE Rio Orellana (DF-83) Équateur | [ 6 ] |
| USS Endurance  | ARDM-3   | Hors service                      | [ 7 ] |
| Shippingport   | ARDM-4   | En service                        | [ 8 ] |
| Arco           | ARDM-5   | En service                        | [ 9 ] |

## Décoration
- Combat Action Ribbon (rétroactif)
- 3 Meritorious Unit Commendation
- 5 Navy E Ribbon
- American Campaign Medal
- 1 Asiatic-Pacific Campaign Medal
- World War II Victory Medal
- National Defense Service Medal
- Philippine Liberation Medal

### Liens connexes
- Liste des navires auxiliaires de l'United States Navy
- Théâtre du Pacifique de la Seconde Guerre mondiale